# Žvirče
Žvirče je naselje u slovenskoj Općini Žužemberku. Žvirče se nalazi u pokrajini Dolenjskoj i statističkoj regiji Jugoistočnoj Sloveniji. 

## Stanovništvo
Prema popisu stanovništva iz 2002. godine naselje je imalo 152 stanovnika.